# Любомирский, Антоний (1718)
Князь Антоний Любомирский (пол. Antoni Lubomirski, 1718 — 8 марта 1782) — государственный деятель Речи Посполитой, крупный польский магнат, генерал-майор с 1746 года, стражник великий коронный (1748—1752), воевода любельский (1752—1778) и краковский (1778—1779), каштелян краковский (1779—1782), староста медицкий, ясельский и опатовский.

## Биография
Происходил из ланьцутской линии польского княжеского рода Любомирских герба Дружина. Старший сын Юзефа Любомирского (1676—1732), воеводы черниговского (1726—1732), и Терезы Мнишек (1690—1746). Его младшим братом был Станислав Любомирский (1722—1783), великий маршалок коронный.
Верный сторонник саксонской династии Веттинов. В 1746 году получил чин генерал-майора. В 1748 году стал стражников великим коронным. С 1752 года был маршалком двора королевича Карла Саксонского, пятого сына польского короля и саксонского курфюрста Августа III.
Во время правления Августа III (1734—1763) был членом придворной «старореспубликанской» партии. В 1752 году получил должность воеводы любельского. 7 мая 1764 года подписал манифест, в котором заявлял о незаконности нахождения русских войск во время конвокационного сейма.
Защищал интересы принца Карла-Христиана Веттина, подготовил ряд проектов по реформированию государственного устройства Речи Посполитой.
В 1763 году выступал против кандидатуры Станислава Августа Понятовского на польский королевский престол. Сотрудничал с Барской конфедерацией.
В 1778—1779 годах Антоний Любомирский занимал должность воеводы краковского, а в 1779 году был назначен каштеляном краковским.
Кавалер баварского ордена Святого Губерта (1737) и польского ордена Белого Орла (1750).
Ему принадлежали города Пшеворск и Богухвала в Прикарпатье.

## Семья
Антоний Любомирский был дважды женат. В 1749 году женился на Аполонии Устржицкой (1736—1814), дочери чашника брацлавского Базилия Устржицкого (1715—1751) и Катарины Зелонской. Развёлся с первой женой и в 1754 году вторично женился на Софии Красинской (1718/1719—1790), вдове сандомирского воеводы Яна Тарла (1684—1750) (с 1746 она была четвёртой женой этого Яна Тарла). От двух браков не имел детей.